# Decipifus algoensis
Decipifus algoensis é uma espécie de gastrópode do gênero Decipifus, pertencente a família Columbellidae.